# Danco Island
Danco Island (in Argentinien Isla Dedo, übersetzt Fingerinsel) ist eine 1,5 km lange Insel vor der Danco-Küste des Grahamlands im Norden der Antarktischen Halbinsel. Sie liegt im südlichen Abschnitt des Errera-Kanals.
Teilnehmer der Belgica-Expedition (1897–1899) unter der Leitung des belgischen Polarforschers Adrien de Gerlache de Gomery kartierten sie. Der Falkland Islands Dependencies Survey nahm 1955 von Bord des norwegischen Robbenfängers MV Norsel sowie zwischen 1956 und 1957 von Bord der RRS Shackleton Vermessungen vor. Das UK Antarctic Place-Names Committee benannte sie 1957 in Anlehnung an die Benennung der gleichnamigen Küste nach dem belgischen Geophysiker Émile Danco (1869–1898), der bei der Belgica-Expedition an einer Herzerkrankung gestorben war.